# Lariscus obscurus
Lariscus obscurus is een zoogdier uit de familie van de eekhoorns (Sciuridae). De wetenschappelijke naam van de soort werd voor het eerst geldig gepubliceerd door Miller in 1903.

## Voorkomen
De soort komt voor in Indonesië.